# Le vite de' più eccellenti pittori, scultori e architettori
Le vite de' più eccellenti pittori, scultori e architettori (As Vidas dos mais Excelentes Pintores, Escultores e Arquitetos), comumente conhecido como Le vite ou simplesmente Vite, é um compêndio biográfico escrito pelo pintor, erudito e arquiteto Giorgio Vasari, e publicado em 1550 por Lorenzo Torrentino em Florença.

## Importância e conteúdo
O livro foi dedicado ao grão-duque Cosme de Médici e inclui na primeira parte um valioso tratado sobre materiais e técnicas empregados nas artes enfocadas. Em 1568 apareceu uma versão ampliada e ilustrada com retratos em xilogravura dos artistas, alguns deles conjeturais, uma vez que diversos biografados já eram mortos. É considerado um dos livros sobre arte da literatura antiga mais célebres e lidos no ocidente , uma das obras renascentistas sobre arte mais influentes , e um dos textos fundadores da moderna historiografia artística . 
O texto é tendencioso no sentido em que faz uma apologia dos artistas florentinos e os considera como os responsáveis por todas as principais conquistas da arte renascentista. A primeira edição virtualmente ignora a arte veneziana, mas a segunda traz acréscimos sobre ela. Críticos modernos acusam o autor de ter prestado pouca atenção a respeito da exatidão de datas e lugares, e muitas vezes suas afirmações são errôneas, como as pesquisas recentes já apontaram e corrigiram, já que suas informações não provieram de fontes documentais rigorosas, mas principalmente de relatos de artistas contemporâneos seus. Mesmo assim continua sendo considerado um clássico da literatura, um fator determinante na inclinação da crítica posterior sobre o Renascimento e uma das fontes básicas para o conhecimento da arte renascentista italiana. O autor incluiu no final um ensaio biográfico sobre sua própria vida . O texto também é importante como um dos primeiros estudos sobre evolução estilística .
Seus propósitos com a obra estão expostos no seu prefácio:
| “ | Esforçam-se os espíritos ilustres em todas as suas ações, por um vivo desejo de glória, e não se entregam a nenhuma fadiga, por mais estrênua, a fim de conduzir suas obras àquela perfeição que as tornam estupendas e maravilhosas diante de todo o mundo; nem o infortúnio de muitos deles poderia impedir seus esforços em direção a grandes alturas, tanto a fim de viverem com honra, como para deixarem aos tempos vindouros uma fama eterna de toda sua rara excelência. E ainda que por tão louváveis estudos e desejos fossem em vida mui premiados pela liberalidade dos príncipes e pela virtuosa ambição da república, e mesmo depois da morte permanecessem perpetuados à visão do mundo pelo testemunho das estátuas, das sepulturas, das medalhas e outras memórias similares, vê-se manifestamente que a voracidade do tempo não apenas destruiu boa parte das obras propriamente ditas e de seus testemunhos honrosos, mas apagou e dispersou os nomes de todos aqueles que não contam com outra coisa que a pena agilíssima e piedosíssima dos escritores. Sabendo e considerando muitas vezes, não só pelo exemplo dos antigos, mas também dos modernos, que os nomes de muitíssimos arquitetos, escultores e pintores antigos e modernos, junto com suas infinitas obras belíssimas em várias partes da Itália, se vão esquecendo e consumindo aos poucos e de tal modo, de fato, que não se pode esperar para eles senão um oblívio total muito logo, para defendê-los o mais que puder desta segunda morte e mantê-los o mais longamente possível na memória dos vivos, havendo passado muito tempo em buscar fontes, usado imensa diligência no descobrir sua pátria, a origem e os feitos dos artífices, e com grande fadiga resgatá-los dos relatos de muitos anciãos e de diversos registros e escritos deixados aos herdeiros, entregues para se tornarem pó e alimento de traças, e devolvendo-lhes utilidade e prazer, julguei conveniente, como me pareceu, escrever estas memórias que meu débil engenho e pouco juízo permitiram. Para a honra dos que já morreram, e benefício de todos os estudiosos, principalmente dessas três artes excelentíssimas, a arquitetura, a escultura e a pintura, escreverei as vidas de cada um, segundo o tempo em que viveram, desde Cimabue até os contemporâneos" . | ” |

## Divisão

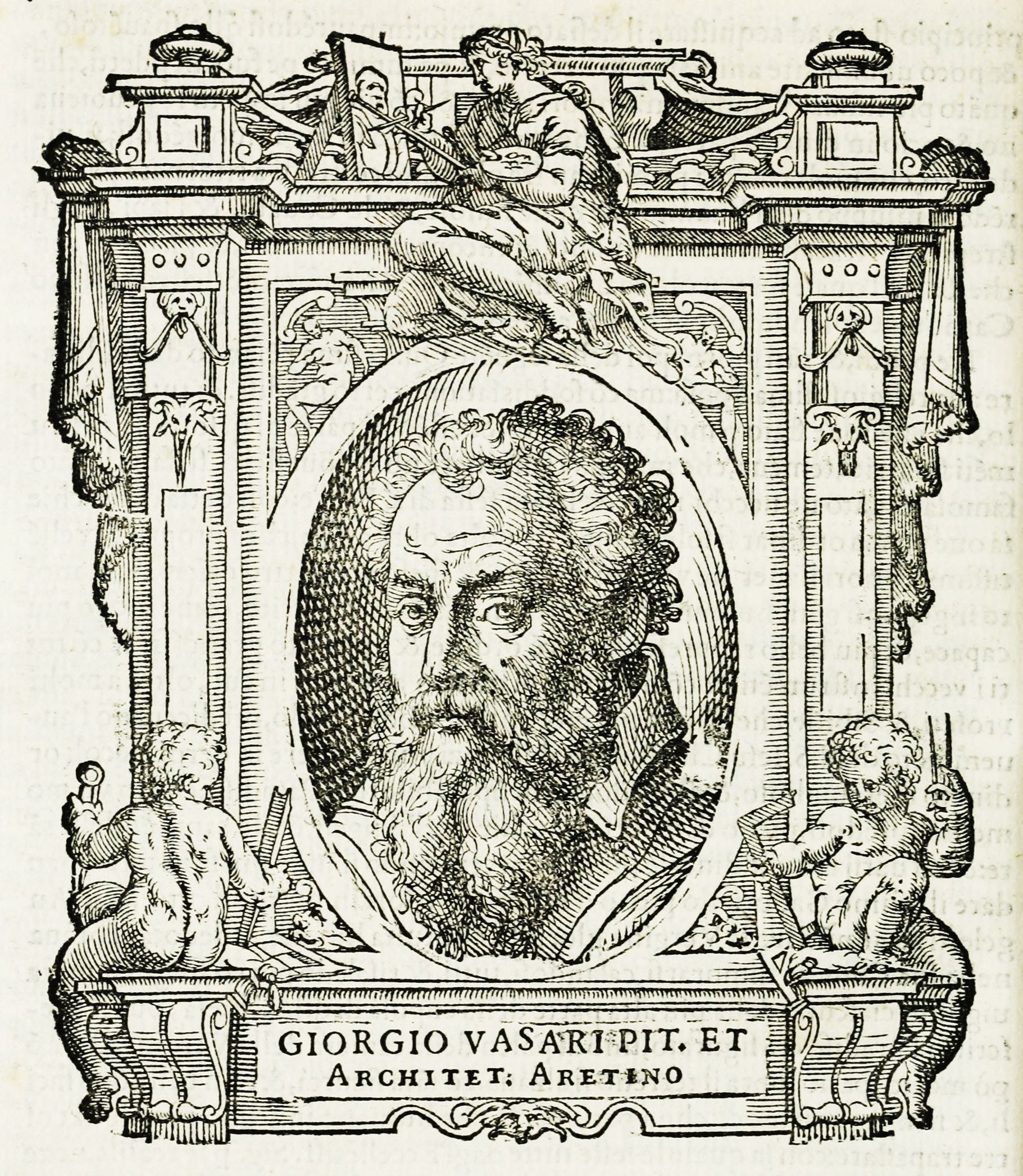
O retrato de Giorgio Vasari

O Vite é dividido em partes. A primeira é um tratado sobre as três artes, e as outras são as biografias:

### Parte 2
- Cimabue
- Arnolfo di Cambio, junto com Bonnano
- Nicola Pisano
- Giovanni Pisano
- Andrea Tafi
- Gaddo Gaddi
- Margaritone
- Giotto, junto com Puccio Capanna
- Agostino da Siena e Agnolo da Siena
- Stefano di Giovanni e Ugolino di Nerio
- Pietro Lorenzetti
- Andrea Pisano
- Buonamico Buffalmacco
- Ambrogio Lorenzetti
- Pietro Cavallini
- Simone Martini com Lippo Memmi
- Taddeo Gaddi
- Andrea Orcagna
- Giottino
- Giovanni da Ponte
- Agnolo Gaddi
- Barna da Siena
- Duccio
- Antonio Veneziano
- Jacopo di Casentino
- Spinello Aretino
- Gherardo Starnina
- Lippo Memmi
- Lorenzo Monaco
- Taddeo Bartoli
- Lorenzo di Bicci

### Parte 3
- Jacopo della Quercia
- Niccolo Aretino
- Dello di Niccolò Delli
- Nanni di Banco
- Luca della Robbia
- Paolo Uccello
- Lorenzo Ghiberti
- Masolino da Panicale
- Parri Spinelli
- Masaccio
- Filippo Brunelleschi
- Donatello
- Michelozzo Michelozzi
- Antonio Filarete com Simone Ghini
- Giuliano da Maiano
- Piero della Francesca
- Fra Angelico
- Leon Battista Alberti
- Lazaro Vasari
- Antonello da Messina
- Alessio Baldovinetti
- Bartolomeo Bellano
- Fra Filippo Lippi
- Paolo Romano, Mino del Reame, Chimenti Camicia e Baccio Pontelli
- Andrea del Castagno
- Domenico Veneziano
- Gentile da Fabriano
- Pisanello
- Francesco di Pesello e Francesco Pesellino
- Benozzo Gozzoli
- Francesco di Giorgio e Vecchietta
- Galasso Galassi
- Antonio Rossellino
- Bernardo Rossellino
- Desiderio da Settignano
- Mino da Fiesole
- Lorenzo Costa
- Ercole Ferrarese
- Jacopo Bellini
- Giovanni Bellini
- Gentile Bellini
- Cosimo Rosselli
- Francesco d’Angelo
- Bartolomeo della Gatta
- Gherardo Silvani
- Domenico Ghirlandaio
- Antonio Pollaiuolo
- Piero Pollaiuolo
- Sandro Botticelli
- Benedetto da Maiano
- Andrea del Verrocchio
- Andrea Mantegna
- Filippino Lippi
- Pinturicchio
- Francesco Francia
- Perugino
- Vittore Carpaccio
- Jacopo Torni
- Luca Signorelli.

### Parte 4
- Leonardo da Vinci
- Giorgione da Castelfranco
- Antonio da Correggio
- Piero di Cosimo
- Donato Bramante
- Fra Bartolomeo
- Mariotto Albertinelli
- Raffaellino del Garbo
- Pietro Torrigiano
- Giuliano da Sangallo
- Antonio da Sangallo
- Raffaello Santi
- Guillaume de Marcillat
- Simone del Pollaiolo
- Davide Ghirlandaio e Benedetto Ghirlandaio
- Domenico Puligo
- Andrea Ferrucci
- Vincenzo Tamagni e Timoteo della Vite
- Andrea Sansovino
- Benedetto Grazzini
- Baccio da Montelupo e Raffaello da Montelupo
- Lorenzo di Credi
- Boccaccio Boccaccino
- Lorenzetto
- Baldassare Peruzzi
- Pellegrino Aretusi
- Gianfrancesco Penni
- Andrea del Sarto
- Francesco Granacci
- Baccio D'Agnolo
- Properzia de’ Rossi
- Alfonso Lombardi
- Giovanni Angelo Montorsoli
- Girolamo Santacroce
- Dosso Dossi e Battista Dossi
- Giovanni Antonio Licino
- Rosso Fiorentino
- Giovanni Antonio Sogliani
- Girolamo da Treviso
- Polidoro da Caravaggio e Maturino da Firenze
- Bartolommeo Ramenghi
- Marco Calabrese
- Morto Da Feltro
- Franciabigio
- Francesco Mazzola
- Jacopo Palma
- Lorenzo Lotto
- Giovanni Giocondo
- Francesco Granacci
- Baccio d'Agnolo
- Valerio Belli
- Giovanni Bernardi e Matteo dal Nasaro Veronese.

### Parte 5
- Marcantonio Raimondi
- Antonio da Sangallo
- Giulio Romano
- Sebastiano del Piombo
- Perino del Vaga
- Giovanni Antonio Lappoli
- Niccolò Soggi
- Niccolò Tribolo
- Pierino da Vinci
- Domenico Beccafumi
- Baccio Bandinelli
- Giuliano Bugiardini
- Cristofano Gherardi
- Jacopo da Pontormo
- Simone Mosca
- Girolamo Genga, Bartolommeo Genga e Giovanni Battista Belluzzi
- Michele Sanmicheli
- Il Sodoma
- Bastiano da Sangallo
- Benedetto Garofalo e Girolamo da Carpi
- Ridolfo Ghirlandaio, Davide Ghirlandaio e Benedetto Ghirlandaio
- Giovanni da Udine
- Battista Franco
- Francesco Rustichi
- Giovanni Angelo Montorsoli
- Francesco de' Rossi
- Daniele da Volterra
- Taddeo Zuccari.

### Parte 6
- Michelangelo Buonarroti
- Francesco Primaticcio
- Tiziano Vecellio
- Jacopo Sansovino
- Leone Leoni
- Giulio Clovio
- Bronzino
- Giorgio Vasari.